# James Randi
Randall James Hamilton Zwinge (Toronto, Ontario; 7 de agosto de 1928 - Plantation, Florida; 20 de octubre de 2020), conocido como James Randi, fue un mago de escenario, ilusionista,  escritor y escéptico canadiense-estadounidense conocido por exponer fraudes relacionados con la parapsicología, el ocultismo, lo sobrenatural, la homeopatía y otras pseudociencias.  Comenzó su carrera como mago bajo el nombre artístico de The Amazing Randi (El asombroso Randi) y más tarde decidió dedicar la mayor parte de su tiempo a investigar afirmaciones paranormales, sobrenaturales y pseudocientíficas, temas a los que colectivamente llamó "woo-woo". Randi se retiró de practicar magia a los 60 años y de la JREF a los 87.

## Trayectoria
Trabajó como ilusionista profesional y escapista desde los años cincuenta en un programa en directo para la televisión titulado Wonderama (en 1955), donde aparecía como «The Amazing Randi» (‘el asombroso Randi’). En los años setenta se dio a conocer internacionalmente cuando retó públicamente al mago y militar israelí Uri Geller (1946-). Randi acusó a Geller de no ser más que un charlatán que usaba trucos conocidos entre los magos para hacerlos pasar como poderes paranormales, e insistió en su reto en el libro La magia de Uri Geller. Este respondió a Randi con varias demandas judiciales, y su rivalidad continuaría durante tres décadas.
Randi insiste escribiendo varios libros en los que ataca las creencias populares en lo paranormal. También ha denunciado fraudes con los que algunos charlatanes obtenían ganancias ilícitas. En su Proyecto Alfa se propuso esencialmente terminar con la investigación paranormal a nivel universitario. Randi desenmascaró al curandero Peter Popoff, lo que conllevó la pérdida de influencia y popularidad de este.
Randi fue cofundador y miembro prominente del CSICOP, hasta que dimitió a causa de las demandas que Uri Geller interpuso contra él, para que la organización no se viera afectada.

### El caso Benveniste y la memoria del agua
En 1988, el autoproclamado «factible premio nobel» Jacques Benveniste envió a la prestigiosa revista Nature un artículo que causó mucho debate en la comunidad científica, en el que exponía una serie de experimentos sobre la desgranulación de basófilos disparada por anticuerpos IgE (del grupo de la inmunoglobulina E) muy diluidos. Benveniste decía haber descubierto que algunos compuestos, que eran reconocidos por los anticuerpos, eran reconocidos incluso si eran disueltos en agua muchas veces. Estos hallazgos parecían apoyar el concepto de homeopatía. Los biólogos estaban desconcertados por los resultados de Benveniste porque en las altas disoluciones de Benveniste, más de mil veces (equivalente a una gota de ingrediente activo en todo el océano terrestre), no quedaba ninguna molécula de la muestra original. Benveniste concluyó que la configuración de las moléculas en el agua era activa biológicamente; es decir, el agua podía mantener la forma como si estuviese la molécula disuelta en ella. Ante la incredulidad del equipo editorial de Nature, pero respaldado por la fiabilidad de algunos artículos que habían ya sido publicados por Benveniste, el estudio fue publicado en el número de junio de 1988, con la condición de que el experimento debería ser reproducido bajo la atención de un equipo de evaluación, conformado, entre otros, por James Randi.
El 4 de julio de 1988, el equipo llegó a París para hacer la investigación. El experimento separaba dos tipos de probetas, uno con agua homeopática y otro con agua normal (control) y luego se sometían a la prueba de desgranulación de basófilos. El equipo de Randi se concentró en los registros del laboratorio y examinó siete intentos para replicar el estudio de Benveniste. Tres de los cuatro primeros intentos salieron favorables en parte a Benveniste. Sin embargo, el equipo de Nature no estaba satisfecho con el rigor de la metodología. El equipo notó que el hecho de que Benveniste supiera cuáles eran las muestras homeopáticas y cuáles las de control, podría influir en los resultados del experimento. De esta forma, el equipo tomó las muestras homeopáticas, así como las de control, y las cambió de lugar para luego designarlas con un código que solo ellos conocían. El código, como sugirió Randi, fue colocado en un sobre y luego pegado en el techo del laboratorio a la vista de todos.
De esta manera solamente el equipo evaluador sabía cuáles eran las muestras de control y cuáles eran las homeopáticas. Como esperaba Randi, cuando el equipo de Benveniste ignoraba el origen de las muestras, los resultados no mostraron diferencia entre las disoluciones y el control. Como respuesta a la negativa de Benveniste para retractarse, el equipo publicó en el ejemplar de Nature de julio de 1988 las siguientes críticas al estudio original de Benveniste:
1. Los experimentos de Benveniste estaban «mal controlados estadísticamente» y el laboratorio no estaba familiarizado con el concepto de error de muestreo. El método para tomar valores de control no era fiable y «no se había hecho ningún esfuerzo sustancial para excluir el error sistemático, incluyendo el sesgo o prejuicio del observador».
2. «La interpretación se había difuminado por la exclusión de medidas que chocaban contra lo que se buscaba». En particular, «la sangre que no se desgranulaba era grabada pero no se incluía en los análisis preparados para la publicación». Además el experimento a veces fallaba completamente durante «periodos de varios meses».
3. Había una insuficiente «evitación de contaminación» y en una gran proporción «la fuente de sangre para los experimentos no está controlada».
4. El estudio no había revelado previamente que «los salarios de dos de los coautores del artículo publicado fueron pagados por contrato entre el INSERM 200 y la compañía francesa Boiron et Cie».
5. «El fenómeno descrito no es reproducible». «Creemos que los datos experimentales se han asentado sin ninguna crítica y sus imperfecciones no se han reportado adecuadamente».

## Opiniones de Randi

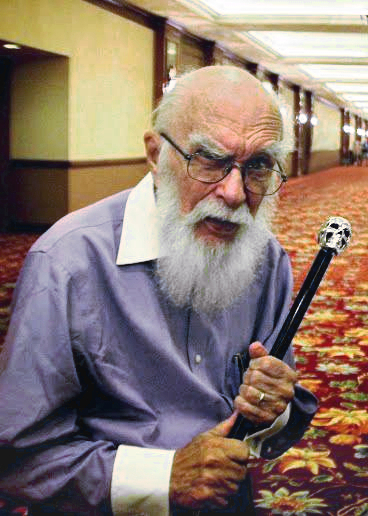
James Randi con un bastón (en inglés, "Skull Cane") 2014

### Sobre la religión
En su ensayo Por qué rechazo la religión, lo tonta e irreal que es, y por qué soy un bright entregado y enérgico, Randi afirma que muchos relatos de los textos religiosos, como la virginidad de María, los milagros de Jesucristo o la división de las aguas del Mar Rojo por Moisés, no son creíbles. Concluye que El Mago de Oz «es más creíble y más divertido» que la Biblia.

### Sobre Arthur Conan Doyle y el espiritismo
Randi describe al escritor escocés sir Arthur Conan Doyle (célebre por sus historias sobre el detective Sherlock Holmes) como «un poco esnob». Y opina que su aceptación del espiritismo —que Randi considera «increíblemente ingenua»— lo legitimó como religión.[cita requerida]

## El desafío del millón de dólares
En 1996, Randi fundó la Fundación Educativa James Randi (JREF, por sus siglas en inglés). Esta organización intenta examinar las afirmaciones paranormales en condiciones controladas de experimentación. Entre 1996 y 2010 ofreció un premio de un millón de dólares a cualquiera que pudiera demostrar evidencia de cualquier poder o suceso paranormal, supernatural u oculto bajo condiciones de observación controladas.
Nadie ha superado las pruebas preliminares, que han sido acordadas previamente por ambas partes para cada afirmación paranormal específica. Randi actualiza el sitio web de la JREF cada viernes, con comentarios escritos.
Según las condiciones y normas que regulaban el desafío, Randi estableció que ambas partes (él mismo y la parte que acepta el desafío) deben acordar previamente qué resultados de la prueba constituyen un «éxito» y cuáles un «fracaso». El ilusionista afirma que la parte más difícil del proceso es conseguir que los aspirantes definan con precisión qué pueden hacer que sea paranormal, ya que la ambigüedad y la indeterminación son un recurso primordial de los charlatanes a la hora de declarar cualquiera de sus intentos como un éxito.
Estas estipulaciones previas son lo que, según los escépticos, hace que los autoproclamados «poseedores de poderes paranormales» rehúsen tomar parte en el desafío de Randi.
Por otro lado, sus detractores afirman que la oferta es engañosa y que Randi nunca pagará sea cual sea el resultado. Le achacan que, en una entrevista en la revista Fate (octubre de 1981), llegó a reconocer que «siempre tendría una escapatoria»; sin embargo, hay que decir que esta entrevista apareció publicada durante lo que fue una lucha política interna entre miembros del CSICOP. Los observadores del transcurso del debate entre escépticos y creyentes afirman que, efectivamente, la frase fue sacada de contexto y se refería originariamente a los controles que emplea Randi durante los experimentos para prevenir los engaños. También sostienen que las afirmaciones de que Randi no pagaría son infundadas, ya que el dinero está en una cuenta de Goldman, Sachs & Compañía, y faltar a las reglas constituiría un fraude punible por la ley.
Los parapsicólogos tratan por lo general de restar importancia al desafío, a causa del carácter de Randi y de su áspero e inflexible modo de escribir y presentarse, lo que le ha hecho ganarse muchos enemigos entre los que se autodenominan «expertos» en temas paranormales. Los que apoyan a Randi hacen notar que hay otras organizaciones escépticas que han hecho ofertas y desafíos similares con el fin de probar la existencia de habilidades paranormales, y que los expertos pueden presentar sus afirmaciones en esos otros desafíos, si no les agrada el de Randi.

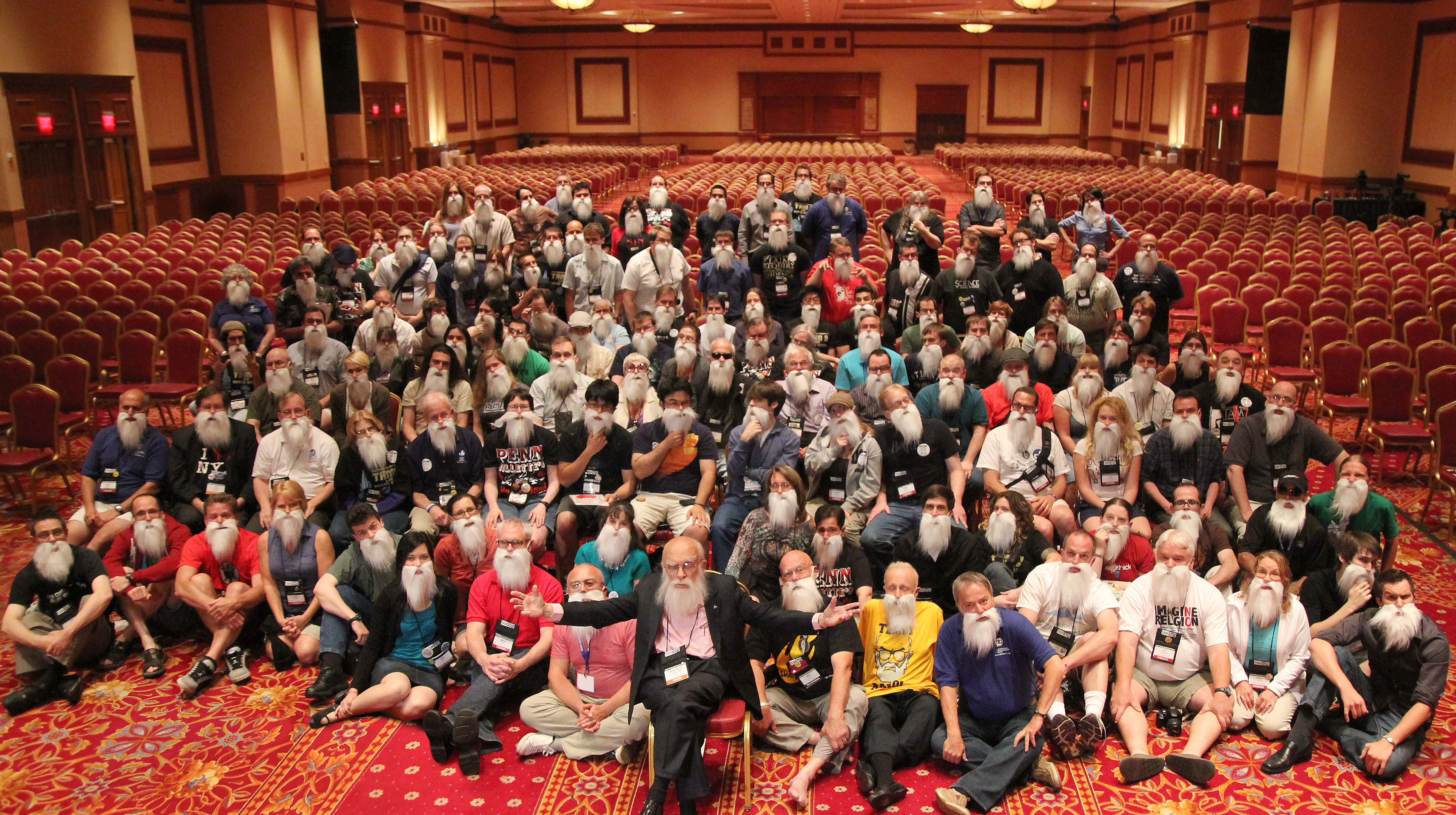
Un tributo a James Randi, dado por el Grupo Independiente de Investigación durante TAM9 (The Amazing Meeting, edición 9) en julio del 2011

### Cambios recientes en el desafío
En enero de 2007 James Randi, buscando mayor participación, cambió las condiciones del desafío, que se hicieron efectivas el 1 de abril de 2007. A partir de ese momento la Fundación requiere dos condiciones para aceptar las propuestas que le llegan:
1. El aspirante debe tener algún tipo de reconocimiento mediático (entrevista televisiva, mención en alguna publicación o haber publicado algo) que ofrezca detalles de sus supuestas habilidades.
2. El aspirante debe proporcionar al menos un documento firmado por un universitario que haya sido testigo de la demostración de los poderes del aspirante.

Una vez que el aspirante ha completado esa parte, la Fundación comprobará los datos. Si se acepta la propuesta, la Fundación posiblemente levante la necesidad de una prueba preliminar antes de pasar al test definitivo.
Otro cambio importante en los planes de la Fundación es que de manera regular va a retar directamente a personas conocidas por sus declaraciones paranormales. La Fundación hará públicos sus nombres, así como la respuesta que dan al Desafío. El 1 de abril comenzó esta nueva modalidad con desafíos a Uri Geller, James Van Praagh, Sylvia Browne y John Edward.

## Crítica de James Randi a los estudios de Cleve Backster
Ahora bien, ¿por qué existen la ciencia demencial y la pseudociencia? Las razones son varias. En primer lugar, porque los editores adoran los libros que respaldan esas ideas. Hace algunos años, la obra The secret life of plants reportó millones de dólares a un tal Cleve Backster. En ella se afirma que conectando una planta (la mejor para hacerlo es una Dieffenbachia) a un polígrafo, incorporándole varios electrodos y amenazándola con quemarla, el detector se sale de la escala. ¿No es magnífico? Jamás pensé que las plantas contaran con un sistema nervioso central. Al parecer estaba equivocado, yo y todos los botánicos. Sin embargo aquello consiguió muchísima publicidad. A decir verdad, este señor no fracasó ante la opinión pública hasta realizar sus últimos experimentos. E insisto en que no me culpen a mí; el experimento es suyo, no mío. El hombre descubrió que al conectar dos yogures entre sí con un alambre ―por favor, no se rían que esto es Ciencia―, e introducir a continuación un cigarrillo encendido en uno de los envases (lo cual es desperdiciar un buen yogur), el otro yogur manifestará una reacción en el polígrafo; pero solo se cumple si ambos recipientes de yogur proceden del mismo cultivo. Esto es muy importante. Lo crean o no, esa fue su conclusión y, claro, llegado a este punto perdió algunos seguidores dentro de la comunidad científica.
James Randi, «Ciencia y pseudociencia» pag. 216-217.

## Vida privada
En febrero de 2006 Randi fue operado y se le efectuó un bypass en las arterias coronarias. En junio de 2009 fue diagnosticado de cáncer de colon.
Por laparoscopía se le retiró un tumor del tamaño de una pelota de ping pong. Fue tratado posteriormente con quimioterapia durante varias semanas.
En la entrada de su blog del 21 de marzo de 2010 se declaró homosexual. Se inspiró en la película Milk en la que Sean Penn interpretaba la vida de Harvey Milk, el primer político homosexual declarado elegido en California. El 12 de julio de 2013 en la convención The Amazing Meeting (TAM) Randi afirmó que se había casado 10 días antes en la ciudad de Washington con el artista Deyvi Peña, que había sido su compañero sentimental durante 27 años.
En 2012 el mago Penn Jillette (n. 1955), del dúo Penn y Teller, anunció que estaba trabajando en una biografía de James Randi. Falleció el 20 de octubre de 2020 a los 92 años.

## Honores

### Eponimia

#### Asteroide Randi
El asteroide (3163) Randi es llamado así en su honor.

## Libros
- 1980: Flim-Flam! (en español: Fraudes paranormales), ISBN 9780690018776 (tapa dura), ISBN 9780879751982 (rústica)
- 1982: La magia de Uri Geller.
  - renombrado La verdad sobre Uri Geller.
- 1989: Los curanderos (prólogo de Carl Sagan). ISBN 0-87975-535-0.
- 1990: La máscara de Nostradamus: las profecías del más famoso de los adivinos del mundo; ISBN 0-87975-830-9.
- 1992: Conjurando.
- 1995: Una enciclopedia de afirmaciones, fraudes, y timos de lo oculto y lo sobrenatural.[23]

## James Randi en la cultura popular
- Randi aparece en uno de los vídeos musicales que componen la obra Symphony of Science de John D. Boswell: «'A Wave of Reason».[24]